# Mitchell Lewis
Mitchell Lewis (Syracuse, 26 giugno 1880 – Los Angeles, 24 agosto 1956) è stato un attore statunitense.

## Biografia
Ha debuttato come attore teatrale nel 1902 e nella sua carriera ha diviso il palcoscenico con Dustin Farnum e Alla Nazimova.
Al cinema ha interpretato diversi personaggi stereotipati, arrivando addirittura a ricorrere al blackface, prima di diventare un attore MGM. Uno dei suoi ruoli più importanti è quello di figurante ne Il mago di Oz.

## Filmografia parziale
- Life's Greatest Problem, regia di J. Stuart Blackton (1918)
- The Mutiny of the Elsinore, regia di Edward Sloman (1920)
- Salomè (Salome), regia di Charles Bryant (1923)
- Roberto di Hentzau (Rupert of Hentzau), regia di Victor Heerman (1923)
- I predatori (The Spoilers), regia di Lambert Hillyer (1923)
- Ben-Hur (Ben-Hur: A Tale of the Christ), regia di Fred Niblo (1925)
- Il corsaro mascherato (The Eagle of the Sea), regia di Frank Lloyd (1926)
- La guardia nera (The Black Watch), regia di John Ford (1929)
- Waikiki Wedding, regia di Frank Tuttle (1937)